# Centrumstift

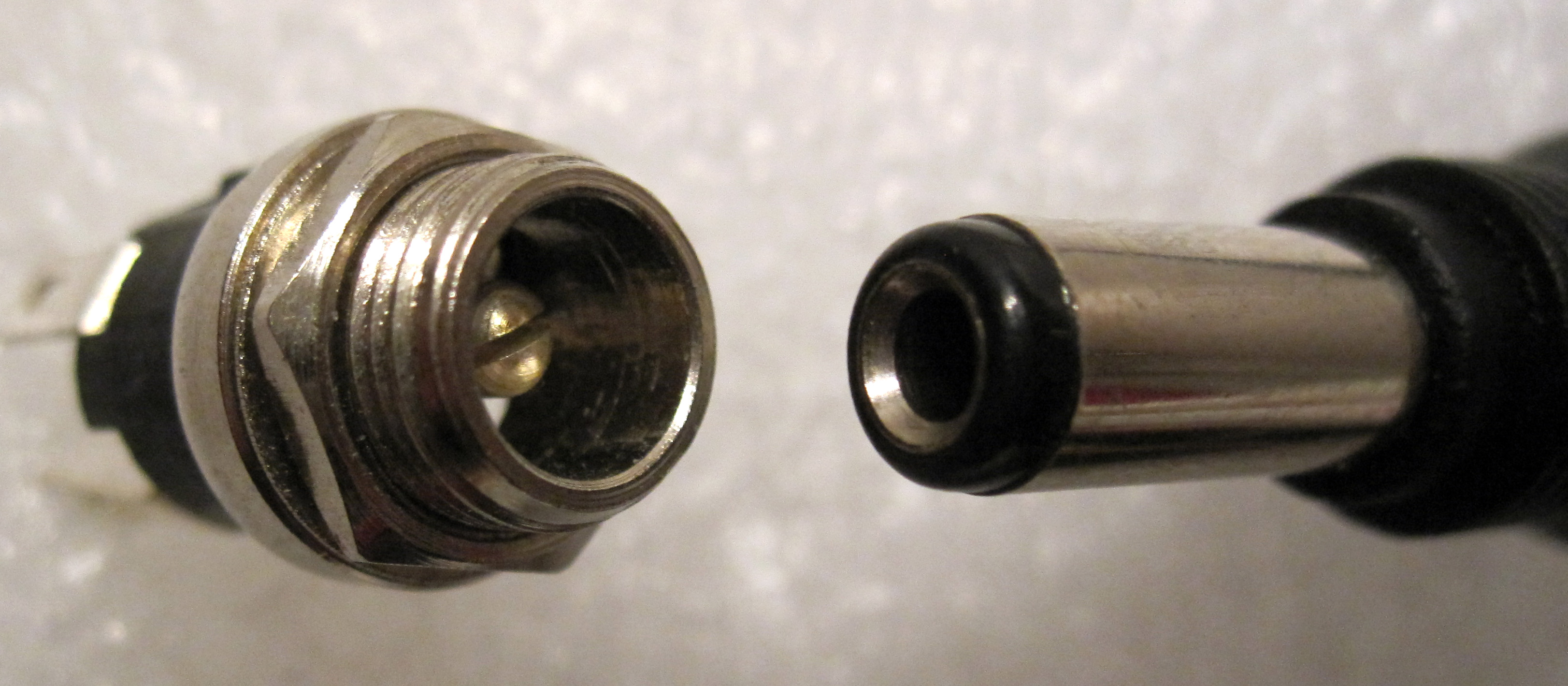
Centrumstift - hankontakt till höger och honkontakt till vänster.

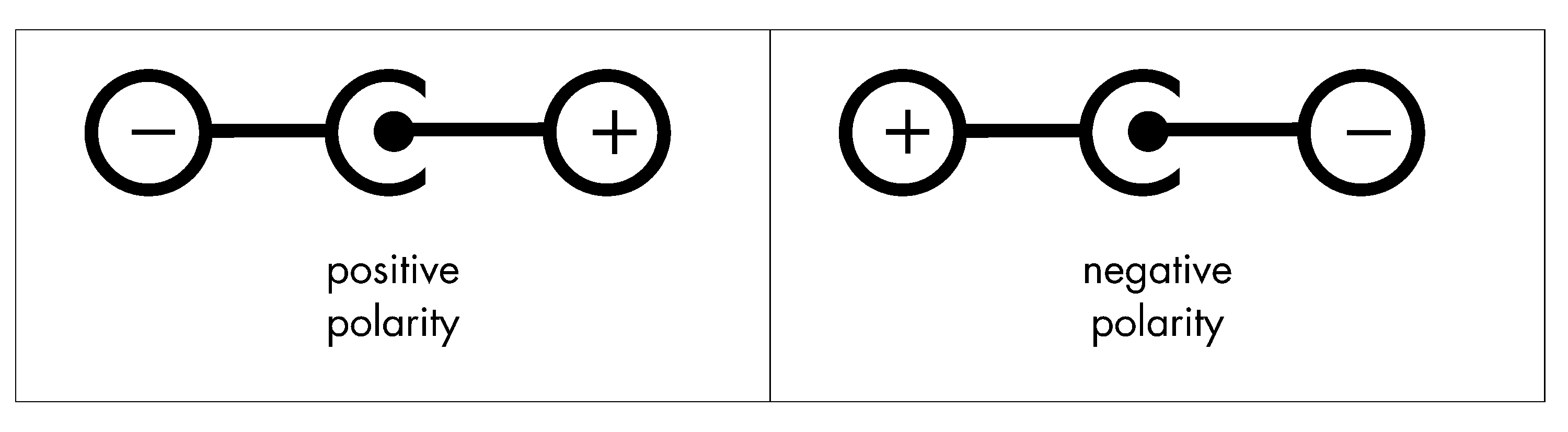
Schematisk figur tryckt på strömadaptrar som indikerar om centrumstiftet (svarta punkten i mitten) är positivt eller negativt i förhållande till sitt metallhölje (den utanpåliggande halvcirkeln). Bilden visar ett kontaktdon som betraktas framifrån i tvärsnitt (frontalt).

Centrumstift är en typ av kontaktdon som används för strömförsörjning med likström till elektronisk utrustning. Denna typ av kontaktdon används då för att ansluta en strömadapter till den elektroniska utrustningen. Kontaktdonet består av två delar, själva centrumstiftet och ett metallhölje. Centrumstiftet kan antingen vara positivt (+) i förhållande till sitt metallhölje, eller negativt (-). Den honkontakt som centrumstiftet pluggas in i måste matcha denna polaritet för att överföring av elektricitet ska vara möjlig och riskfri.
Polariteten anges av en figur på varje strömadapter. Centrumstiftet representeras av en svart punkt medan metallhöljet representeras av en halvcirkel utanpå. Plus och minus är sedan via horisontala linjer anslutna till något av dessa för att indikera vad som är positivt respektive negativt.